# Cheilotoma musciformis
Cheilotoma musciformis  (лат.) — вид листоедов (Chrysomelidae) из подсемейства клитрины (Clytrinae). Встречается в Европе с востока Франции до юго Украины, а также с севера в центральную часть Польши и на Кавказе.